# Ligne Lac Alaotra-Majunga
La ligne Lac Alaotra-Majunga est une ligne de chemin de fer qui fut en projet à Madagascar en 1919. Elle devait relier, comme son nom l'indique, la région du lac Alaotra, au centre-est de l'île, à la ville portuaire de Mahajanga (ou Majunga), sur la côte nord-ouest. Elle ne fut jamais réalisée.